# Ləzran (Cəlilabad)
Ləzran è un comune dell'Azerbaigian situato nel distretto di Cəlilabad. Conta una popolazione di 340 abitanti.